# Грі-грі (талісман)

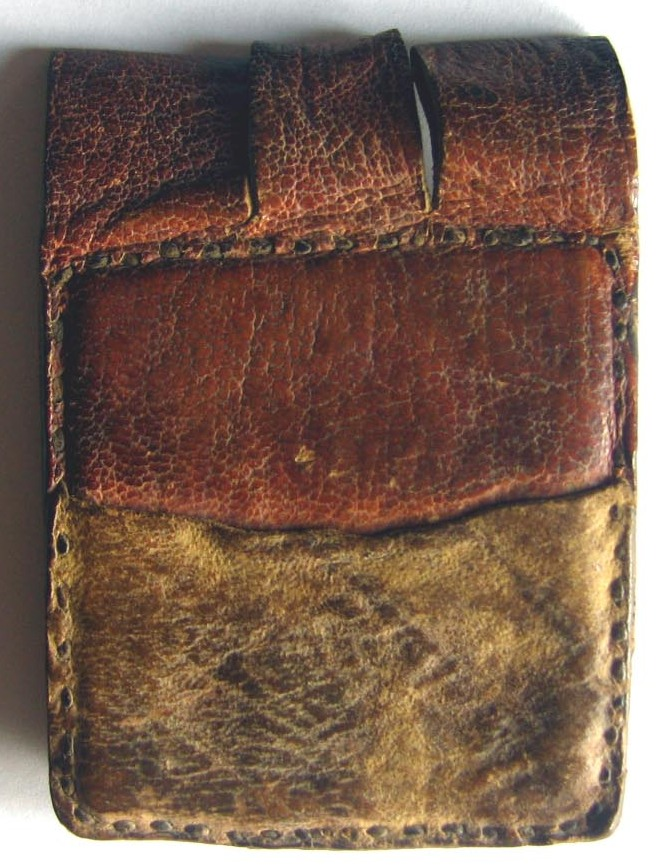
Туарезький талісман Грі-грі

Грі-грі — талісман вуду або амулет для захисту власника від зла чи просто на щастя. Для цього зазвичай використовується невеликий мішечок з матерії. Усередині міститься суміш одного і більше інгредієнтів: трав, масел, каменів, кісток, волосся, нігтів або інших спеціальних компонентів. Велике значення при цьому надається як самим предметам, що становлять наповнення грі-грі, так і їх кількості, що обумовлено нумерологічними міркуваннями.
Невід'ємною частиною грі-грі є речі або ж органічні елементи людини, що створює талісман. У разі якщо талісман передається іншій людині, це є символом заступництва і захисту.
Аналоги подібних талісманів зустрічаються в різних культурах світу:
- Омаморі(інші мови) — Японія
- Булла (амулет)(інші мови) — Стародавній Рим
- Мішечок з травами — Індіанці північної Америки

Певним відповідником у християнській культурі є Ладанка (мішечок для ладану).